# Ischnoscopa
Ischnoscopa is een geslacht van vlinders van de familie grasmotten (Crambidae), uit de onderfamilie Scopariinae.

## Soorten
- I. chalcistis Hampson, 1916
- I. chalcozona Meyrick, 1894